# Ignasi Mallol
Ignasi Mallol i Casanovas (Tarragona, 1892 - Bogotá, 1940) fue un pintor y pedagogo español, que desempeñó un papel fundamental para la conservación del patrimonio artístico y cultural tarraconense durante la Guerra Civil Española.

## Biografía
Se trasladó a vivir a Barcelona muy joven y se formó en la Academia Martínez Altés, la Academia Joan Baixas y la escuela de Arte Galí. En esa época compartió taller y amistad con Esteve Monegal y Francisco Vayreda. Viajó a París en 1911, una vez finalizó la decoración del comedor de la casa del abogado Joan Permanyer. De hecho, poco tiempo antes, tanto sus compañeros del taller de Barcelona como Domènec Carles ya se habían establecido en la capital francesa. De nuevo en Barcelona entre 1916 y 1917, dirigió una academia privada de Bellas Artes que ha sido considerada heredera de la escuela Galí, la llamada Escola de Bells Oficis, junto con Romà Jori. En 1917 abandonó la academia y los proyectos emprendidos en Barcelona, deprimido por la muerte de Prat de la Riba. Se desplazó a Olot, donde fue uno de los máximos exponentes de la nueva escuela de Olot. Miembro de la asociación barcelonedsa, Les Arts i els Artistes, expuso en los salones organizados por esta entidad y realizó exposiciones individuales. De regreso a Tarragona, cambió el paisaje verde por el campo y la costa. Obtuvo el premio extraordinario en la Exposición de Primavera de 1929 de Barcelona.
Dirigió, junto con el escultor Joan Rebull, el Taller-Escuela de Tarragona, centro de formación artístico fundado por la Generalidad de Cataluña y el ayuntamiento de Tarragona en 1934 y cuyo desarrollo truncó la Guerra Civil. Mallol y Rebull, que se encontraban en Barcelona cuando estalló la guerra en julio de 1936, siguiendo las instrucciones del consejero de cultura, Ventura Gassol, se pusieron al frente de un pelotón de Mozos de Escuadra para proteger el museo y buena parte de la biblioteca del Seminario de Barcelona. Posteriormente, fueron nombrados delegados de la Comisión del Patrimonio Artístico de la ciudad de Tarragona, aunque en la práctica desempeñaron el papel de delegados en toda la provincia. El archivo de la Comisión de Tarragona se conservó de manera unitaria en las dependencias del Palacio Arzobispal hasta la ocupación de Cataluña por los sublevados. En cuanto al Taller-Escuela, en 1938 un bombardeo destruyó el edificio donde se encontraba, trasladándose la actividad docente también al Palacio Arzobispal. Hasta el final de la guerra se continuaron impartiendo clases aunque fuera de manera precaria. Entre sus alumnos destacan Tomás Olivar, Garcianguera y Gonzalo Lindin, entre otros. Partió al exilio huyendo de las tropas de ocupación en 1939, falleciendo en la capital colombiana al año siguiente.

## Binliografía
- Socias, Jaume (1976). Pintura Catalana en el castillo de la Geltrú. Barcelona: Selecta. ISBN 84-298-0429-3.
- Massó Carballido, Jaume (2004). «Patrimoni en Perill». Edicions del Centre de Lectura (en catalán) (Reus). ISBN 84-87873-54-5. Consultado el 19 de enero de 2012. (enlace roto disponible en Internet Archive; véase el historial, la primera versión y la última).
- Fontbona, Francesc (1972). «Esteve Monegal, artista noucentista (1888 - 1970)». D'Art (en catalán) (1): 87-100. Consultado el 26 de enero de 2012.